# Sainte-Terre
Sainte-Terre – miejscowość i gmina we Francji, w regionie Nowa Akwitania, w departamencie Żyronda.
Według danych na rok 1990 gminę zamieszkiwały 1564 osoby, a gęstość zaludnienia wynosiła 112 osób/km² (wśród 2290 gmin Akwitanii Sainte-Terre plasuje się na 272. miejscu pod względem liczby ludności, natomiast pod względem powierzchni na miejscu 820.).